# Chbika
Chbika (franska: Chbika (CR), Chbika (Commune Rurale), arabiska: ابطيح) är en kommun i Marocko.   Den ligger i provinsen Tan-Tan och regionen Guelmim-Oued Noun, i den sydvästra delen av landet, 800 km sydväst om huvudstaden Rabat. Antalet invånare är 531.